# سفارة الجزائر في المغرب
سفارة الجزائر في المغرب هي أرفع تمثيل دبلوماسي لدولة الجزائر في المغرب. تقع السفارة في مدينة الرباط وهي تهدف لتعزيز المصالح الجزائرية في المغرب.

## قائمة سفراء الجزائر في المغرب
| السفير                   | تاريخ التعيين | تاريخ انتهاء المهام | ملاحظات |
| بوعلام بسايح             |               | شتنبر 2005          |         |
| العربي بلخير             | شتنبر 2005    | 2010                |         |
| عبد العزيز بن علي الشريف | 22 غشت 2019   | 26 شتنبر 2019       |         |
| عبد الحميد عبداوي        | 26 شتنبر 2019 |                     |         |

## روابط خارجية
- سفارة الجزائر الرباط
- سفارة المغرب بالجزائر